# شلیک در میزان سه‌چهارم
شلیک در میزان سه‌چهارم (به آلمانی: Schüsse im 3/4 Takt) فیلمی است محصول سال ۱۹۶۵ و به کارگردانی آلفرد وایدنمن است. در این فیلم بازیگرانی همچون پیر بریس، هاینتس دراخه، دالیا لاوی، جانا برجچووا، ترنس هیل، چارلز رینر، والتر گیلر، گوستاو کنوت، آنتون دیفرینگ، زنتا برگر، پائولا پیتاگورا ، هانس اونترکیرشر ایفای نقش کرده‌اند.